# R・E・S・O・R・T
『R・E・S・O・R・T』（リゾート）は、THE SQUARE10作目のアルバム。 
1985年4月1日にリリース。 

## 解説
スクェア10作目のアルバム。全9曲入。初の海外録音盤で、大部分はホノルル（ハワイ）で録音され、ホーンセクション（ジェリー・ヘイ率いる「シーウィンド」のメンバーが参加）のみ、ロサンゼルスで録音が行われた。
安藤にとっては念願のハワイレコーディングだったが、実際にはスタジオのミキサーの修理から始めたり、遠くで雷が鳴ると送電のトラブルでテープレコーダーが止まったりして、食事でもまずいステーキに飽きて日本食を探したりと、大変な思いをすることになった。またスタジオがあまりにも小さいため、当初はダビング作業にも立ち会う予定だった田中豊雪と長谷部徹が3〜4日間のリズム録りを終えて海で遊ぶ中で、和泉宏隆は日も当たらないスタジオでシンセのダビングをしていたという。だが一つ一つのことが新鮮で、良い経験の出来た楽しい思い出として記している。
伊東は本作より、EIZUKA ENGINEERING WORKSHOP製の特注品である「TAKECON-1」と呼ばれるウインドシンセサイザーを「OMENS OF LOVE」（TAKECON-1+TAKECON-1音源使用）と「PRIME」（TAKECON-1+TAKECON-1音源使用）で使用している。
本作からシングルカットとして、12インチシングルが2枚発表された。一つは本作と同時発売され、8曲目「PRIME」をA面、6曲目「IN THE GRID」をB面に収録。両面アレンジが異なるシングル・ヴァージョンと、本作発売から2ヶ月半後に、1曲目「OMENS OF LOVE」をA面、「STIMULATOR〜FEEL ALRIGHT」（4曲目「STIMULATOR」と2曲目「FEEL ALRIGHT」をメドレー方式で無音を入れず繋ぐ）をB面に収録。両面アルバムと同一テイク。この4曲は全て2001年8月発売『THE SQUARE SINGLE COLLECTION』に収録。
本作を最後にドラマーの長谷部徹が脱退し、次作『S・P・O・R・T・S』から則竹裕之が後任としてスクェアに加入する。

## 評論
音楽雑誌『ADLIB』2000年2月号の特集記事「日本のフュージョン歴史的名盤厳選10作品」および2013年5月9日に発行されたムック『日本のフュージョン』掲載の「T-SQUARE ALBUM REVIEW」で取り上げられている。『日本のフュージョン』掲載のスクェアの記事および「T-SQUARE ALBUM REVIEW」を執筆したライターの阿部志穂はこのアルバムを「『アドヴェンチャーズ』で打ち出した爽やか路線を進化させ、ひとつのスタイルとして確立した作品」と評している。

## 収録曲・楽曲解説
全曲THE SQUARE 編曲。ホーンアレンジ（#2,4,6）はJerry Hey。
1. OMENS OF LOVE（和泉宏隆 作曲）
後にシングルカットされた、本アルバムでの代表的ナンバーの一つ。
阿部曰く「安藤に負けないメロディ・センスにキーボーダーらしい彩りを添えてオープニングを華々しく飾った」[3]との評価。
「ウィンク・キラー」のタイトル（松本隆 作詞）で小泉今日子と野村宏伸がカヴァーしたほか、吹奏楽や電子オルガンの定番曲となった（詳細は楽曲記事を参照）。
2. FEEL ALRIGHT（安藤まさひろ 作曲）
3. CHANCES（安藤まさひろ 作曲）
4. STIMULATOR（田中豊雪 作曲）
5. WE'LL NEVER HAVE A TROUBLE（安藤まさひろ 作曲）
6. IN THE GRID（安藤まさひろ 作曲）
7. MERYLU（和泉宏隆 作曲）
8. PRIME（安藤まさひろ 作曲）
本作と同時にシングルカットされた本アルバムの代表的ナンバーの一つ。1995年リリースのアルバム『Welcome to the Rose Garden』のラストナンバー「PRIME TIME」（NHK『Jリーグ中継』初代テーマ曲）は本曲のセルフリメイクである。
9. FORGOTTEN SAGA（和泉宏隆 作曲）
和泉作曲のバラードによるラストナンバー。後に和泉のソロ・ピアノ・アルバムのタイトル曲（1997年リリース、但し収録時の楽曲タイトルは「Saga」）に選ばれるように、和泉の代表曲の一つである。

## ミュージシャン
- THE SQUARE 
  - 安藤まさひろ - Guitars
  - 伊東たけし - Alto Saxophone & Lyricon
  - 田中豊雪 - Electric Bass & Synthesizer Bass
  - 和泉宏隆 - Keyboards
  - 長谷部徹 - Drums & Percussion
- Horn Section 
  - Jerry Hey - Trumpet & Flugelhorn
  - Gary Grant - Trumpet & Flugelhorn
  - Larry Williams - Tenor Saxophone
  - Bill Reichenbach - Trombone & Bass Trombone